# L. Ian Macdonald
Pour les articles homonymes, voir MacDonald.
 (décembre 2017).
Si vous disposez d'ouvrages ou d'articles de référence ou si vous connaissez des sites web de qualité traitant du thème abordé ici, merci de compléter l'article en donnant les références utiles à sa vérifiabilité et en les liant à la section « Notes et références ».
L. Ian Macdonald est un journaliste et un politologue canadien. Auteur de plusieurs livres et articles sur la politique canadienne, il est membre de l'Institut de recherche en politiques publiques (IRPP).
Pendant les années 1980, il était l'un des conseillers politiques du premier ministre Brian Mulroney, qui fut l'objet de l'une de ses biographies, avec Robert Bourassa et Leo Kolber. 
Aujourd'hui, il publie régulièrement dans la Montreal Gazette et est l'éditeur de 2002 à 2012 de la revue Options politiques, publié par l'IRPP. 

## Ouvrages publiés
- De Bourassa à Bourassa, 1985
- Free Trade: Risks and Rewards, 1999
- Mulroney : de Baie-Comeau à Sussex Drive, 2003
- Leo: A Life, 2006